# Howth
Howth (irl. Binn Éadair, w tłumaczeniu głowa) – dzielnica Dublina w hrabstwie Fingal w Irlandii. Howth jest położone ok. 13 km na północny wschód od Dublina, leżące na półwyspie Howth Head połączonym przez tombolo z resztą lądu.
W zabytkowej wieży Martello w Howth znajduje się muzeum sprzętu radiowego i fonograficznego Ye Olde Hurdy Gurdy Museum of Vintage Radio.